# پیرمراد بیگ زنگنه
پیرمراد بیگ زنگنه متخلص به مشفق کرمانشاهی (؟ در شیراز - ۱۸۲۱ در شیراز) از شاعران و دانشوران اواخر سدۀ ۱۲ و اوایل سدۀ ۱۳ هجری قمری بوده‌است. او به دلیل نگارش شرحی بر اشعار حافظ مورد توجه ادیبان و سخنوران زمان خود قرار گرفت.

## زندگی
پیرمراد بیگ از نسل کُردهای زنگنه بود که پس از به قدرت رسیدن زندیان به همراه دیگر مردمان کُرد برای تحکیم قدرت آنان در شیراز به این شهر کوچانده شدند. او در شهر شیراز به دنیا آمد.
پیرمراد بیگ زنگنه به تحصیل علوم دینی و ادبی زمان خود پرداخت و در جوانی به عنوان یکی از ملازمان خانوادۀ سلطنتی زندیان به انجام امور دیوانی و خدمت کردن در دربار زندیان پرداخت و مدتی جلودار اشراف زند بود. اما پس از مدتی این کار در نظرش پست آمد و از آن دست کشید. او تصمیم گرفت که به جای خدمت به دربار به شعر و ادبیات بپردازد.
پیرمراد بیگ به سرودن شعر پرداخت و تخلص خود را مشفق کرمانشاهی انتخاب کرد. رضاقلی‌خان هدایت در مورد او گفته‌است که «... معقولیّتی داشت و از صحبت فضلا و شعرا مشعوف می گشت».
پیرمراد بیگ زنگنه در دوران سالخوردگی به عنوان معلم خصوصی به فرزندان امیر شهر شیراز تدریس می‌کرد. او اثری به نثر در رابطه با شرح اشعار حافظ نوشت که مورد توجه ادیبان روزگار خود قرار گرفت. او فرزندی به نام میرزا حیدرعلی زنگنه داشت که به شغل کارگری و خدمتکاری می‌پرداخت.
پیرمراد بیگ زنگنه بر شرحی که بر دیوان حافظ نوشته، دیباچه‌ای اضافه کرده که در آن زندگی و شرح احوال خود را توضیح داده‌است. علاه بر این علی‌اکبر نواب بسمل شیرازی نیز که با وی دوست بوده در کتاب خود با عنوان تذکرۀ دلگشا شرح حالی از او به دست داده‌است.
وی در اواخر عمر در حال نگارش شرحی بر اشعار خاقانی بوده‌است، اما در سال ۱۸۲۱ میلادی (۱۲۰۰ خورشیدی و ۱۲۳۷ قمری) درگذشت و این اثر وی ناتمام ماند.

## آثار
نسخه‌ای از شرح مشفق کرمانشاهی بر دشواری‌های دیوان حافظ به شمارۀ ۵۶۳۹ در کتابخانه مرکزی دانشگاه تهران موجود است که در سال ۱۲۸۶ قمری به خط شکسته نستعلیق در ۱۱۱ برگ کتابت شده‌است.
به جز شرح مشکلات دیوان حافظ اثری دیگر از او در دست نیست. اشعار وی به صورت مدون گردآوری نشده‌است، اما نمونه‌هایی از اشعار او را می‌توان در تذکره‌های دورۀ قاجار پیدا کرد. نواب شیرازی در حدیقه‌الشعرا نوشته که از اشعار او نسخه‌ای در دست داشته که منتخب آن را ثبت کرده‌است.

## نمونۀ اشعار
| عشق‌بازی بود از روز ازل پیشۀ ما |  | خوش‌تر است از همه اندیشۀ اندیشۀ ما |

| نمودم بیقراری تا دلش را مهربان کردم |  | پس از این بیقراریها قراری کرده ام پیدا |

(مجمع‌الفصحاء، چ مصفا، ص ۹۳۳).